# Las Raíces
Las Raíces är en ort i Mexiko.   Den ligger i kommunen Ameca och delstaten Jalisco, i den centrala delen av landet, 500 km väster om huvudstaden Mexico City. Las Raíces ligger 1 117 meter över havet och antalet invånare är 123.
Terrängen runt Las Raíces är huvudsakligen kuperad, men västerut är den bergig. Las Raíces ligger nere i en dal. Runt Las Raíces är det ganska tätbefolkat, med 70 invånare per kvadratkilometer. Närmaste större samhälle är Ameca, 19,2 km öster om Las Raíces. I omgivningarna runt Las Raíces växer huvudsakligen savannskog.